# Corallimorphus rigidus
Corallimorphus rigidus är en korallart som beskrevs av Henry Nottidge Moseley 1877. Corallimorphus rigidus ingår i släktet Corallimorphus och familjen Corallimorphidae. Inga underarter finns listade i Catalogue of Life.